# Беравка
Беравка (пол. Bierawka, Birowa — річка в Польщі, у Міколовському, Рибницькому, Глівицькому й Кендзежинсько-Козельському повітах Сілезького й Опольського воєводства. Права притока Одри (басейн Балтійського моря).

## Опис
Довжина річки 55,5 км, висота витоку над рівнем моря — 310  м, найкоротша відстань між витоком і гирлом — 42,89  км, коефіцієнт звивистості річки — 1,30 . Площа басейну водозбору 394  км².

## Розташування
Бере початок на північно-західній стороні від міста Ожеше на околиці Гути Шкла. Спочатку тече на південний захід через місто Ожеше, потім переважно на північний захід через Белк, Черйонка-Лещини, Кнурув, Кузню-Неборовську, Творуг Малий, Гаювку, Бераву і впадає у річку Одру.